# Danh sách cầu thủ tham dự Giải vô địch bóng đá U-19 châu Á 2012
Giải vô địch bóng đá U-19 châu Á 2012, là một giải thi đấu bóng đá trẻ được tổ chức ở Các Tiểu vương quốc Ả Rập Thống nhất từ 3 – 17 tháng 11 năm 2012.
Các cầu thủ đánh dấu (c) là đội trưởng của đội tuyển quốc gia nước đó. Tổng số lần ra sân, bàn thắng, câu lạc bộ và tuổi được tính đến ngày khai mạc giải đấu là 3 tháng 11 năm 2012.

## Bảng A

### Iran
Huấn luyện viên: Akbar Mohammadi
| Số | VT | Cầu thủ                         | Ngày sinh (tuổi)           | Trận | Bàn | Câu lạc bộ       |
| -- | -- | ------------------------------- | -------------------------- | ---- | --- | ---------------- |
| 1  | TM | Hojjat Sedghi                   | 7 tháng 2, 1993 (19 tuổi)  |      |     | Mes Kerman       |
| 2  | HV | Yousef Vakia                    | 30 tháng 9, 1993 (19 tuổi) |      |     | Foolad           |
| 3  | HV | Vahid Heydarieh                 | 3 tháng 1, 1993 (19 tuổi)  |      |     | Paykan           |
| 4  | HV | Rouzbeh Cheshmi                 | 24 tháng 7, 1993 (19 tuổi) |      |     | Moghavemat       |
| 5  | HV | Mohammad Hossein Kanaanizadegan | 23 tháng 3, 1994 (18 tuổi) |      |     | Persepolis       |
| 6  | TV | Ahmad Abdollahzadeh             | 6 tháng 5, 1993 (19 tuổi)  |      |     | Foolad           |
| 7  | TV | Amin Jahan Kohan                | 7 tháng 3, 1993 (19 tuổi)  |      |     | Foolad           |
| 8  | TV | Farshid Esmaeili                | 23 tháng 2, 1994 (18 tuổi) |      |     | Fajr Sepasi      |
| 9  | TV | Alireza Jahanbakhsh (c)         | 11 tháng 8, 1993 (19 tuổi) |      |     | Damash           |
| 10 | TĐ | Behnam Barzay                   | 11 tháng 2, 1993 (19 tuổi) |      |     | Sanat Naft       |
| 11 | TĐ | Sardar Azmoun                   | 1 tháng 1, 1995 (17 tuổi)  |      |     | Sepahan          |
| 12 | TM | Ali Mohsenzadeh                 | 14 tháng 2, 1993 (19 tuổi) |      |     | Moghavemat       |
| 13 | HV | Mohammad Hossein Heydari        | 11 tháng 9, 1993 (19 tuổi) |      |     | Mes Kerman       |
| 14 | HV | Mohammad Hossein Moradmand      | 22 tháng 6, 1993 (19 tuổi) |      |     | Sepahan          |
| 15 | TV | Mohammad Daneshgar              | 20 tháng 1, 1994 (18 tuổi) |      |     | Fajr Sepasi      |
| 16 | HV | Mohammad Ali Faramarzi          | 1 tháng 1, 1994 (18 tuổi)  |      |     |                  |
| 17 | TĐ | Ali Choopani                    | 26 tháng 4, 1993 (19 tuổi) |      |     | Sepahan          |
| 18 | TV | Ehsan Pahlevan                  | 25 tháng 7, 1993 (19 tuổi) |      |     | Gostaresh Foolad |
| 19 | TĐ | Farshad Morad Karimi            | 1 tháng 2, 1994 (18 tuổi)  |      |     | Mes Kerman       |
| 20 | TV | Valid Mashayzadeh               | 10 tháng 1, 1993 (19 tuổi) |      |     | Foolad           |
| 21 | TV | Hossein Fazeli                  | 11 tháng 6, 1993 (19 tuổi) |      |     | Sepahan          |
| 22 | TM | Mohammad Nasseri                | 18 tháng 4, 1993 (19 tuổi) |      |     | Sepahan          |

## Bảng B

### Thái Lan
Huấn luyện viên:  Arjhan Srong-ngamsub

| Số | VT | Cầu thủ                      | Ngày sinh (tuổi)            | Trận | Bàn | Câu lạc bộ                  |
| -- | -- | ---------------------------- | --------------------------- | ---- | --- | --------------------------- |
| 1  | TM | Watchara Buathong            | 20 tháng 4, 1993 (19 tuổi)  |      |     | Thai Port                   |
| 2  | HV | Thanakorn Saipunya (Captain) | 5 tháng 4, 1993 (19 tuổi)   |      |     | BEC Tero Sasana             |
| 3  | TV | Tanaboon Kesarat             | 21 tháng 9, 1993 (19 tuổi)  |      |     | BEC Tero Sasana             |
| 4  | HV | Weerawut Kayem               | 23 tháng 3, 1993 (19 tuổi)  |      |     | Muangthong United           |
| 5  | TV | Itthipol Yodprom             | 25 tháng 5, 1994 (18 tuổi)  |      |     | Osotspa Saraburi            |
| 6  | TV | Chanathip Songkrasin         | 5 tháng 10, 1993 (19 tuổi)  |      |     | BEC Tero Sasana             |
| 7  | TV | Thitipan Puangchan           | 1 tháng 9, 1993 (19 tuổi)   |      |     | Muangthong United           |
| 8  | TV | Athit Wisetsilp              | 26 tháng 9, 1993 (19 tuổi)  |      |     | Osotspa Saraburi            |
| 9  | TĐ | Pakorn Prempak               | 2 tháng 2, 1993 (19 tuổi)   |      |     | Police United               |
| 10 | TV | Thanasit Siriphala           | 9 tháng 8, 1995 (17 tuổi)   |      |     | Bangkok Glass               |
| 11 | TĐ | Jaturong Pimkoon             | 3 tháng 9, 1993 (19 tuổi)   |      |     | RBAC BEC Tero Sasana        |
| 12 | TV | Narakorn Khana               | 7 tháng 4, 1993 (19 tuổi)   |      |     | Sriracha                    |
| 13 | HV | Narubadin Weerawatnodom      | 12 tháng 7, 1994 (18 tuổi)  |      |     | BEC Tero Sasana             |
| 14 | TĐ | Aekkaphop Saensra            | 8 tháng 2, 1994 (18 tuổi)   |      |     | Bangkok Glass               |
| 15 | HV | Adison Promrak               | 21 tháng 10, 1993 (19 tuổi) |      |     | Army United                 |
| 16 | HV | Peerapat Notechaiya          | 4 tháng 2, 1993 (19 tuổi)   |      |     | BEC Tero Sasana             |
| 17 | TV | Nitipong Selanon             | 25 tháng 5, 1993 (19 tuổi)  |      |     | Saraburi                    |
| 18 | TM | Somporn Yos                  | 23 tháng 6, 1993 (19 tuổi)  |      |     | RBAC BEC Tero Sasana        |
| 19 | TV | Woranat Thongkruea           | 28 tháng 3, 1993 (19 tuổi)  |      |     | Nakhon Ratchasima           |
| 20 | TV | Adisak Klinkosoom            | 18 tháng 8, 1993 (19 tuổi)  |      |     | Thai Port                   |
| 21 | HV | Suwannapat Kingkkaew         | 10 tháng 6, 1994 (18 tuổi)  |      |     | Rangsit                     |
| 22 | TM | Prapat Yoskrai               | 30 tháng 7, 1993 (19 tuổi)  |      |     | Osotspa Saraburi            |
| 23 | TĐ | Kittisak Hochin              | 19 tháng 1, 1994 (18 tuổi)  |      |     | Assumption College Thonburi |

### Iraq
Huấn luyện viên:  Hakeem Shaker

| Số | VT | Cầu thủ                   | Ngày sinh (tuổi)            | Trận | Bàn | Câu lạc bộ        |
| -- | -- | ------------------------- | --------------------------- | ---- | --- | ----------------- |
| 1  | TM | Saqr Ajail                | 3 tháng 1, 1993 (19 tuổi)   | 3    | 0   | Baghdad           |
| 2  | HV | Mustafa Nadhim            | 23 tháng 9, 1993 (19 tuổi)  | 3    | 0   | Najaf             |
| 3  | HV | Ali Adnan                 | 19 tháng 12, 1993 (18 tuổi) | 2    | 1   | Baghdad           |
| 4  | HV | Ammar Kadhim              | 2 tháng 12, 1993 (18 tuổi)  | 4    | 2   | Al-Sinaa          |
| 5  | HV | Ali Faez                  | 9 tháng 9, 1994 (18 tuổi)   | 1    | 0   | Al-Talaba         |
| 6  | TV | Saif Salman               | 1 tháng 7, 1993 (19 tuổi)   | 3    | 0   | Duhok             |
| 7  | TV | Jawad Kadhim              | 14 tháng 10, 1994 (18 tuổi) | 2    | 1   | Duhok             |
| 8  | TĐ | Farhan Shakor             | 15 tháng 10, 1995 (17 tuổi) | 0    | 0   | Sulaymaniya       |
| 9  | TV | Ahmad Abbas               | 9 tháng 5, 1994 (18 tuổi)   | 3    | 0   | Naft Al-Janoob    |
| 10 | TĐ | Mohammed Jabbar Shokan    | 21 tháng 5, 1993 (19 tuổi)  | 2    | 3   | Erbil             |
| 11 | TV | Humam Tariq               | 10 tháng 2, 1996 (16 tuổi)  | 0    | 0   | Al-Quwa Al-Jawiya |
| 12 | HV | Mohammed Jabbar Rubat     | 29 tháng 6, 1993 (19 tuổi)  | 3    | 0   | Al-Minaa          |
| 13 | TĐ | Ali Qasim                 | 20 tháng 1, 1994 (18 tuổi)  | 3    | 3   | Al-Zawraa         |
| 14 | HV | Ridha Nassrullah          | 1 tháng 1, 1994 (18 tuổi)   | 0    | 0   | Al-Sinaa          |
| 15 | HV | Zeyad Tariq               | 19 tháng 12, 1994 (17 tuổi) | 0    | 0   | Baghdad           |
| 16 | TĐ | Mohannad Abdul-Raheem     | 22 tháng 9, 1993 (19 tuổi)  | 3    | 3   | Duhok             |
| 17 | TV | Ammar Abdul-Hussein       | 13 tháng 2, 1993 (19 tuổi)  | 0    | 0   | Erbil             |
| 18 | TV | Ahmad Abdul-Ameer         | 21 tháng 10, 1994 (18 tuổi) | 2    | 0   | Al-Quwa Al-Jawiya |
| 19 | TV | Mahdi Kamil               | 6 tháng 1, 1995 (17 tuổi)   | 4    | 2   | Al-Shorta         |
| 20 | TV | Haidar Khudair            | 2 tháng 2, 1994 (18 tuổi)   | 0    | 0   | Al-Talaba         |
| 21 | TV | Ehab Kadhim               | 1 tháng 1, 1994 (18 tuổi)   | 0    | 0   | Al-Talaba         |
| 22 | TM | Ali Yaseen                | 9 tháng 8, 1993 (19 tuổi)   | 0    | 0   | Karbalaa          |
| 23 | TM | Mohammed Hameed (Captain) | 24 tháng 1, 1993 (19 tuổi)  | 0    | 0   | Al-Shorta         |

### Hàn Quốc
Huấn luyện viên:  Lee Kwang-Jong

| Số | VT | Cầu thủ                  | Ngày sinh (tuổi)            | Trận | Bàn | Câu lạc bộ                        |
| -- | -- | ------------------------ | --------------------------- | ---- | --- | --------------------------------- |
| 1  | TM | Lee Chang-Keun (Captain) | 30 tháng 8, 1993 (19 tuổi)  |      |     | Busan IPark                       |
| 2  | HV | Sim Sang-Min             | 21 tháng 5, 1993 (19 tuổi)  | 8    |     | Chung-Ang University              |
| 3  | HV | Ryu Jae-Moon             | 8 tháng 11, 1993 (18 tuổi)  | 8    |     | Yeungnam University               |
| 4  | HV | Yeon Je-Min              | 28 tháng 5, 1993 (19 tuổi)  | 6    |     | Hannam University                 |
| 5  | HV | Woo Joo-Sung             | 8 tháng 6, 1993 (19 tuổi)   |      |     | Chung-Ang University              |
| 6  | TV | Kim Sun-Woo              | 19 tháng 4, 1993 (19 tuổi)  | 3    |     | University of Ulsan               |
| 7  | TĐ | Ryu Seung-Woo            | 17 tháng 12, 1993 (18 tuổi) | 3    | 1   | Chung-Ang University              |
| 8  | TV | Oh Young-Joon            | 16 tháng 1, 1993 (19 tuổi)  | 8    |     | Hanyang University                |
| 9  | TĐ | Kim Hyun                 | 3 tháng 5, 1993 (19 tuổi)   | 9    | 3   | Jeonbuk Hyundai Motors            |
| 10 | TĐ | Moon Chang-Jin           | 12 tháng 7, 1993 (19 tuổi)  | 3    | 3   | Pohang Steelers                   |
| 11 | TV | Kang Sang-Woo            | 17 tháng 10, 1993 (19 tuổi) | 7    | 2   | Kyung Hee University              |
| 12 | HV | Gang Yoon-Goo            | 8 tháng 2, 1993 (19 tuổi)   | 3    |     | Dong-A University                 |
| 13 | HV | Lee Chang-Min            | 20 tháng 1, 1994 (18 tuổi)  | 1    |     | Bukyeong High School              |
| 14 | HV | Song Ju-Hun              | 13 tháng 1, 1994 (18 tuổi)  | 3    |     | Gwangmyoung Technical High School |
| 15 | HV | Jung Hyun-Chul           | 26 tháng 4, 1993 (19 tuổi)  | 1    |     | Dongguk University                |
| 16 | TV | Lee Gwang-Hoon           | 26 tháng 11, 1993 (18 tuổi) | 2    |     | Pohang Steelers                   |
| 17 | TV | Kim Seung-Joon           | 11 tháng 9, 1994 (18 tuổi)  | 8    | 5   | Gunsan Jeil High School           |
| 18 | TĐ | Sung Bong-Jae            | 29 tháng 4, 1993 (19 tuổi)  | 7    | 8   | Dongguk University                |
| 19 | TV | Kwon Chang-Hoon          | 30 tháng 6, 1994 (18 tuổi)  | 9    | 3   | Suwon Samsung Bluewings U-18      |
| 20 | TV | Kwak Sung-Wook           | 12 tháng 7, 1993 (19 tuổi)  | 2    |     | Ajou University                   |
| 21 | TM | Ham Seok-Min             | 14 tháng 2, 1994 (18 tuổi)  | 8    |     | Soongsil University               |
| 22 | TV | Hur Yong-Joon            | 8 tháng 1, 1993 (19 tuổi)   | 7    | 2   | Korea University                  |
| 23 | TM | Lee Ki-Hyun              | 16 tháng 12, 1993 (18 tuổi) | 1    |     | Dongguk University                |

### Trung Quốc
Đây là đội hình tham dự Giải vô địch bóng đá U-19 châu Á 2012 tổ chức ở Các Tiểu vương quốc Ả Rập Thống nhất từ ngày 3 đến 17 tháng 11.
Huấn luyện viên: Jan Olde Riekerink
| #        | Tên                    | Ngày sinh (Tuổi)           | Câu lạc bộ           |  |  |
|          |                        |                            |                      |  |  |
| Thủ môn  |                        |                            |                      |  |  |
| 1        | Fang Jingqi (方镜淇)   | 17 tháng 1, 1993 (19 tuổi) | Guangzhou Evergrande |  |  |
| 12       | Zou Dehai (邹德海)     | 27 tháng 2, 1993 (19 tuổi) | Hangzhou Greentown   |  |  |
| 21       | Xu Jiamin (徐嘉敏)     | 11 tháng 4, 1994 (18 tuổi) | Shanghai Zobon       |  |  |
| Hậu vệ   |                        |                            |                      |  |  |
| 8        | Wang Tong (王彤)       | 12 tháng 2, 1993 (19 tuổi) | Shandong Luneng      |  |  |
| 5        | Wu Hang (吴航)         | 1 tháng 2, 1993 (19 tuổi)  | Hangzhou Greentown   |  |  |
| 13       | Hu Bowen (胡博文)      | 20 tháng 1, 1994 (18 tuổi) | Shanghai Zobon       |  |  |
| 14       | He Guan (贺惯)         | 25 tháng 1, 1993 (19 tuổi) | Shanghai Zobon       |  |  |
| 15       | Jiang Weipeng (姜卫鹏) | 3 tháng 1, 1993 (19 tuổi)  | Tianjin Teda         |  |  |
| 20       | Guo Hao (郭皓)         | 14 tháng 1, 1993 (19 tuổi) | Tianjin Teda         |  |  |
| Tiền vệ  |                        |                            |                      |  |  |
| 10       | Xie Pengfei (谢鹏飞)   | 29 tháng 6, 1993 (19 tuổi) | Hangzhou Greentown   |  |  |
| 16       | Xu Xin (徐新)          | 19 tháng 4, 1994 (18 tuổi) | Atlético Madrid      |  |  |
| 3        | Sun Guowen (孙国文)    | 30 tháng 9, 1993 (19 tuổi) | Dalian Shide         |  |  |
| 6        | Chen Zhongliu (陈中流) | 30 tháng 9, 1993 (19 tuổi) | Hangzhou Greentown   |  |  |
| 17       | Wang Jia'nan (王嘉楠)  | 31 tháng 5, 1993 (19 tuổi) | Henan Construction   |  |  |
| 18       | Wang Xinhui (王新辉)   | 2 tháng 1, 1993 (19 tuổi)  | Guangdong Youth      |  |  |
| 19       | Luo Senwen (罗森文)    | 16 tháng 1, 1993 (19 tuổi) | Shandong Luneng      |  |  |
| 7        | Liu Binbin (刘彬彬)    | 16 tháng 6, 1993 (19 tuổi) | Shandong Luneng      |  |  |
| 22       | Feng Gang (冯刚)       | 6 tháng 3, 1993 (19 tuổi)  | Hangzhou Greentown   |  |  |
| Tiền đạo |                        |                            |                      |  |  |
| 11       | Wu Xinghan (吴兴涵)    | 24 tháng 2, 1993 (19 tuổi) | Shandong Luneng      |  |  |
| 9        | Shen Tianfeng (沈田峰) | 18 tháng 3, 1994 (18 tuổi) | Guizhou Renhe        |  |  |
| 23       | Chen Hao (陈灏)        | 28 tháng 1, 1993 (19 tuổi) | Shandong Luneng      |  |  |

## Bảng C

### Uzbekistan
Huấn luyện viên: Ahmadjon Musaev.

| Số | VT | Cầu thủ                | Ngày sinh (tuổi)            | Trận | Bàn | Câu lạc bộ         |
| -- | -- | ---------------------- | --------------------------- | ---- | --- | ------------------ |
| 1  | TM | Asilbek Amonov         | 1 tháng 9, 1993 (19 tuổi)   |      |     | FC Pakhtakor       |
| 12 | TM | Akmal Tursunbaev       | 14 tháng 4, 1993 (19 tuổi)  |      |     | FC Bunyodkor       |
| 21 | TM | Bakhodir Mirsoatov     | 21 tháng 10, 1993 (19 tuổi) |      |     | FC Pakhtakor       |
| 2  | HV | Tohirjon Shamshitdinov | 9 tháng 2, 1993 (19 tuổi)   |      |     | FC Pakhtakor       |
| 3  | HV | Sardor Rakhmonov       | 9 tháng 7, 1994 (18 tuổi)   |      |     | Mash'al Mubarek    |
| 4  | HV | Boburbek Yuldashov     | 8 tháng 4, 1993 (19 tuổi)   |      |     | Lokomotiv Tashkent |
| 5  | HV | Maksimilian Fomin      | 21 tháng 9, 1993 (19 tuổi)  |      |     | FC Pakhtakor       |
| 14 | HV | Javlon Mirabdullaev    | 19 tháng 3, 1994 (18 tuổi)  |      |     | FC Bunyodkor       |
| 23 | HV | Jaloliddin Saidov      | 26 tháng 1, 1993 (19 tuổi)  |      |     | FC Pakhtakor       |
| 6  | TV | Abbosbek Makhstaliev   | 12 tháng 1, 1994 (18 tuổi)  |      |     | FC Pakhtakor       |
| 7  | TV | Vladimir Kozak         | 12 tháng 6, 1993 (19 tuổi)  |      |     | FC Pakhtakor       |
| 10 | TV | Jamshid Iskanderov     | 16 tháng 10, 1993 (19 tuổi) |      |     | FC Pakhtakor       |
| 11 | TV | Abdulloh Olimov        | 1993                        |      |     | FC Pakhtakor       |
| 13 | TV | Sergey Rekun           | 6 tháng 2, 1993 (19 tuổi)   |      |     | FC Pakhtakor       |
| 16 | TV | Azizbek Muratov        | 21 tháng 1, 1994 (18 tuổi)  |      |     | FK Buxoro          |
| 17 | TV | Igor Sergeev           | 30 tháng 4, 1993 (19 tuổi)  |      |     | FC Pakhtakor       |
| 18 | TV | Sardor Sabirkhodjaev   | 6 tháng 11, 1994 (17 tuổi)  |      |     | FC Bunyodkor       |
| 20 | TV | Ihtiyor Tashpulatov    | 4 tháng 3, 1993 (19 tuổi)   |      |     | Mash'al Mubarek    |
| 22 | TV | Mukhsinjon Ubaydullaev | 15 tháng 7, 1994 (18 tuổi)  |      |     | FC Pakhtakor       |
| 9  | TĐ | Jahongir Abdumuminov   | 9 tháng 2, 1993 (19 tuổi)   |      |     | Mash'al Mubarek    |
| 11 | TĐ | Abdulaziz Yusupov      | 5 tháng 1, 1993 (19 tuổi)   |      |     | FC Pakhtakor       |
| 15 | TĐ | Timur Khakimov         | 23 tháng 8, 1994 (18 tuổi)  |      |     | FC Pakhtakor       |
| 19 | TĐ | Zabikhillo Urinboev    | 30 tháng 3, 1995 (17 tuổi)  |      |     | FC Bunyodkor       |

### Việt Nam
Huấn luyện viên:  Mai Đức Chung

| Số | VT | Cầu thủ           | Ngày sinh (tuổi) | Trận | Bàn | Câu lạc bộ             |
| -- | -- | ----------------- | ---------------- | ---- | --- | ---------------------- |
| 1  | TM | Nguyễn Sơn Hải    |                  |      |     | Đồng Tháp F.C.         |
| 2  | HV | Nguyễn Thanh Hiền |                  |      |     | Đồng Tháp F.C.         |
| 4  | HV | Đào Duy Khánh     |                  |      |     | Hà Nội T&T F.C.        |
| 6  | HV | Quế Ngọc Hải      |                  |      |     | Sông Lam Nghệ An F.C.  |
| 7  | HV | Nguyễn Minh Hải   |                  |      |     | Hà Nội T&T F.C.        |
| 8  | TV | Hồ Sỹ Sâm         |                  |      |     | Sông Lam Nghệ An F.C.  |
| 9  | TĐ | Dương Minh Thắng  |                  |      |     | Tiền Giang F.C.        |
| 10 | TV | Phan Đình Thắng   |                  |      |     | Hanoi F.C.             |
| 11 | HV | Nguyễn Văn Đức    |                  |      |     | Sông Lam Nghệ An F.C.  |
| 12 | TV | Ngô Xuân Toàn     |                  |      |     | Sông Lam Nghệ An F.C.  |
| 14 | TV | Đỗ Hùng Dũng      |                  |      |     | Hà Nội T&T F.C.        |
| 15 | TV | Đặng Anh Tuấn     |                  |      |     | Da Nang F.C.           |
| 16 | TV | Nguyễn Thái Sung  |                  |      |     | Da Nang F.C.           |
| 17 | TM | Nguyễn Trung Thu  |                  |      |     | Hoàng Anh Gia Lai F.C. |
| 18 | TV | Võ Huy Toàn       |                  |      |     | Da Nang F.C.           |
| 19 | HV | Nguyễn Văn Mạnh   |                  |      |     | Sông Lam Nghệ An F.C.  |
| 20 | HV | Nguyễn Sĩ Nam     |                  |      |     | Sông Lam Nghệ An F.C.  |
| 21 | TĐ | Nguyễn Xuân Nam   |                  |      |     | Hà Nội T&T F.C.        |
| 22 | TM | Lê Văn Nghĩa      |                  |      |     | Hà Nội T&T F.C.        |
| 23 | TV | Cao Xuân Thắng    |                  |      |     | Sông Lam Nghệ An F.C.  |

### Jordan
Huấn luyện viên:  Jamal Abu Abed

| 1  | TM | Nourideen Bani Attiah |  |  |  | Al-Faisaly (Amman) |  |  |
| 12 | TM | Yazid Abu Layla       |  |  |  | Shabab Al-Ordon    |  |  |
| 22 | TM | Mohammad Abu Nabhan   |  |  |  | Al-Wahdat SC       |  |  |
|    |    |                       |  |  |  |                    |  |  |
| 2  | HV | Yusuf Al-Alousi       |  |  |  | Al-Faisaly (Amman) |  |  |
| 3  | HV | Mohannad Khairullah   |  |  |  | Al-Jazeera (Amman) |  |  |
| 4  | HV | Amer Abu Hudeib       |  |  |  | Al-Jazeera (Amman) |  |  |
| 14 | HV | Munther Raja          |  |  |  | Al-Wahdat SC       |  |  |
| 15 | HV | Ali Al-Rthoum         |  |  |  | Al-Baqa'a SC       |  |  |
| 21 | HV | Feras Shelbaieh       |  |  |  | Al-Wahdat SC       |  |  |
|    | HV | Mohammad Hussein Musa |  |  |  |                    |  |  |
|    |    |                       |  |  |  |                    |  |  |
| 5  | TV | Yazan Tannous         |  |  |  | Al-Faisaly (Amman) |  |  |
| 6  | TV | Asem Al-Qudah         |  |  |  | Al-Jazeera (Amman) |  |  |
| 11 | TV | Mohammad Al-Emlah     |  |  |  | Shabab Al-Ordon    |  |  |
| 13 | TV | Saleh Rateb           |  |  |  | Al-Wahdat SC       |  |  |
| 16 | TV | Samir Raja            |  |  |  | Al-Wahdat SC       |  |  |
| 17 | TV | Raja'i Ayed           |  |  |  | Al-Wahdat SC       |  |  |
| 19 | TV | Ahmed Sariweh         |  |  |  | Al-Wahdat SC       |  |  |
| 20 | TV | Khaled Al-Abd         |  |  |  | AFC Ajax           |  |  |
|    | TV | Musa Al-Zubi          |  |  |  | Shabab Al-Ordon    |  |  |
|    | TV | Mahmoud Al-Hourani    |  |  |  | Al-Ramtha SC       |  |  |
|    | TV | Mahmoud Attieh        |  |  |  | Al-Baqa'a SC       |  |  |
|    | TV | Ihsan Haddad          |  |  |  | Al-Arabi (Irbid)   |  |  |
|    | TV | Mohammad Abu Ali      |  |  |  | Al-Baqa'a SC       |  |  |
|    | TV | Oday Saber            |  |  |  | Al-Yarmouk FC      |  |  |
|    | TV | Rashid Rafid          |  |  |  | Al-Baqa'a SC       |  |  |
|    |    |                       |  |  |  |                    |  |  |
| 7  | TĐ | Fadi Awad             |  |  |  | Al-Jalil (Irbid)   |  |  |
| 8  | TĐ | Laith Al-Bashtawi     |  |  |  | Al-Wahdat SC       |  |  |
| 9  | TĐ | Ahmed Al-Essawi       |  |  |  | Shabab Al-Ordon    |  |  |
| 10 | TĐ | Muath Mahmoud         |  |  |  | Al-Karmel FC       |  |  |
| 18 | TĐ | Omar Khalil Al-Hasani |  |  |  | Al-Jazeera (Amman) |  |  |
| 23 | TĐ | Bilal Qwaider         |  |  |  | Al-Wahdat SC       |  |  |
|    | TĐ | Tamer Soubar          |  |  |  | Blackburn Rovers   |  |  |
|    | TĐ | Abdel-Rahman Ghaith   |  |  |  | Al-Wahdat SC       |  |  |
|    | TĐ | Hussein Obeidat       |  |  |  | Al-Baqa'a SC       |  |  |

## Bảng D

### Úc
Huấn luyện viên: Paul Okon

|  | TM | Jack Duncan       | 2 tháng 11, 1994 (18 tuổi)  | 2  | 0 | Newcastle Jets           |  |  |
|  | TM | Paul Izzo         | 6 tháng 1, 1995 (17 tuổi)   | 1  | 0 | Adelaide United          |  |  |
|  | TM | Liam Jacob        | 18 tháng 8, 1994 (18 tuổi)  | 1  | 0 | Oldham Athletic          |  |  |
|  |    |                   |                             |    |   |                          |  |  |
|  | HV | Tom King          | 20 tháng 7, 1994 (18 tuổi)  | 2  | 0 | Bristol City             |  |  |
|  | HV | Jason Geria       | 10 tháng 5, 1993 (19 tuổi)  | 8  | 1 | Brisbane Roar            |  |  |
|  | HV | Corey Brown       | 7 tháng 1, 1994 (18 tuổi)   | 7  | 1 | Brisbane Roar            |  |  |
|  | HV | Connor Chapman    | 31 tháng 10, 1994 (18 tuổi) | 7  | 0 | Newcastle Jets           |  |  |
|  | HV | Reece Caira       | 1 tháng 7, 1993 (19 tuổi)   | 5  | 1 | Western Sydney Wanderers |  |  |
|  | HV | Curtis Good       | 23 tháng 3, 1993 (19 tuổi)  | 5  | 0 | Newcastle United         |  |  |
|  | HV | Hayden Morton     | 2 tháng 3, 1994 (18 tuổi)   | 5  | 0 | Central Coast Mariners   |  |  |
|  | HV | David Vranković   | 11 tháng 11, 1993 (18 tuổi) | 0  | 0 | Melbourne Heart          |  |  |
|  |    |                   |                             |    |   |                          |  |  |
|  | TV | Mustafa Amini     | 20 tháng 4, 1993 (19 tuổi)  | 18 | 3 | Borussia Dortmund        |  |  |
|  | TV | Terry Antonis (C) | 26 tháng 11, 1993 (18 tuổi) | 13 | 2 | Sydney FC                |  |  |
|  | TV | Ryan Edwards      | 17 tháng 11, 1993 (18 tuổi) | 12 | 1 | Reading                  |  |  |
|  | TV | Joshua Brillante  | 25 tháng 3, 1993 (19 tuổi)  | 6  | 1 | Newcastle Jets           |  |  |
|  | TV | Jackson Irvine    | 7 tháng 3, 1993 (19 tuổi)   | 1  | 0 | Celtic                   |  |  |
|  | TV | Mitchell Oxborrow | 18 tháng 2, 1995 (17 tuổi)  | 1  | 0 | Newcastle Jets           |  |  |
|  | TV | Ryan Williams     | 28 tháng 10, 1993 (19 tuổi) | 1  | 0 | Fulham                   |  |  |
|  |    |                   |                             |    |   |                          |  |  |
|  | TĐ | Jamie Maclaren    | 29 tháng 7, 1993 (19 tuổi)  | 5  | 4 | Blackburn Rovers         |  |  |
|  | TĐ | Corey Gameiro     | 1 tháng 1, 1993 (19 tuổi)   | 3  | 0 | FC Eindhoven             |  |  |
|  | TĐ | Adam Taggart      | 2 tháng 6, 1993 (19 tuổi)   | 5  | 4 | Newcastle Jets           |  |  |
|  | TĐ | Ben Garuccio      | 15 tháng 6, 1995 (17 tuổi)  | 1  | 0 | Melbourne Heart          |  |  |
|  | TĐ | Travis Cooper     | 21 tháng 12, 1993 (18 tuổi) | 1  | 0 | VVV-Venlo                |  |  |